# マリアのように抱きしめてくれ
「マリアのように抱きしめてくれ」（ - だ - ）はMAGICの7枚目のシングル。1993年10月21日にメルダックから発売。

## 概要
テレビ朝日系「お茶とUN」オープニングテーマ。
MAGIC特有のロカビリー色が薄まった事を発端に、後にRODEOを結成する事になった山口憲一・久米浩司在籍最後のシングル。
5thオリジナル・アルバム『ROCK'A BEAT CAFE』と同時発売であるが未収録。

## 収録曲
全作詞：上澤津孝　全編曲：MAGIC
1. マリアのように抱きしめてくれ
作曲：山口憲一・久米浩司
2. 奇跡のfall in love
作曲：山口憲一
3. マリアのように抱きしめてくれ（Instrumental）